# Lutte aux Jeux olympiques d'été de 1980
Navigation
Montréal 1976 Los Angeles 1984
La lutte fait sa 18e apparition dans le programme olympique lors des Jeux olympiques d'été de 1980 à Moscou.

## Tableau des médailles
| Rang | Pays               | Médaille d'or, Jeux olympiques | Médaille d'argent, Jeux olympiques | Médaille de bronze, Jeux olympiques | Total |
| 1    | Union soviétique   | 12                             | 3                                  | 2                                   | 17    |
| 2    | Bulgarie           | 3                              | 4                                  | 3                                   | 10    |
| 3    | Hongrie            | 2                              | 3                                  | 2                                   | 7     |
| 4    | Roumanie           | 1                              | 1                                  | 2                                   | 4     |
| 5    | Grèce              | 1                              | 0                                  | 1                                   | 2     |
| 6    | Italie             | 1                              | 0                                  | 0                                   | 1     |
| 7    | Pologne            | 0                              | 5                                  | 2                                   | 7     |
| 8    | Corée du Nord      | 0                              | 2                                  | 0                                   | 2     |
| 9    | Mongolie           | 0                              | 1                                  | 1                                   | 2     |
| 10   | Allemagne de l'Est | 0                              | 1                                  | 0                                   | 1     |
| 11   | Tchécoslovaquie    | 0                              | 0                                  | 2                                   | 2     |
| 11   | Suède              | 0                              | 0                                  | 2                                   | 2     |
| 13   | Finlande           | 0                              | 0                                  | 1                                   | 1     |
| 13   | Liban              | 0                              | 0                                  | 1                                   | 1     |
| 13   | Yougoslavie        | 0                              | 0                                  | 1                                   | 1     |

## Podiums

### Lutte libre hommes
| Catégorie                   | Or                                     | Argent                                 | Bronze                             |
| Super-mouche Moins de 48 kg | Claudio Pollio Italie                  | Jang Se-hong Corée du Nord             | Sergey Kornilayev Union soviétique |
| Mouche Moins de 52 kg       | Anatoliy Beloglazov Union soviétique   | Władysław Stecyk Pologne               | Nermedin Selimov Bulgarie          |
| Coq Moins de 57 kg          | Sergey Beloglazov Union soviétique     | Li Ho-pyong Corée du Nord              | Dugarsürengiin Oyuunbold Mongolie  |
| Plume Moins de 62 kg        | Magomed-Gasan Abushev Union soviétique | Mikho Dukov Bulgarie                   | Geórgios Chatziioannídis Grèce     |
| Léger Moins de 68 kg        | Saypulla Absaidov Union soviétique     | Ivan Yankov Bulgarie                   | Šaban Sejdiu Yougoslavie           |
| Welter Moins de 74 kg       | Valentin Raychev Bulgarie              | Jamtsyn Davaajav Mongolie              | Dan Karabin Tchécoslovaquie        |
| Moyen Moins de 82 kg        | Ismail Abilov Bulgarie                 | Magomedkhan Aratsilov Union soviétique | István Kovács Hongrie              |
| Mi-lourd Moins de 90 kg     | Sanasar Oganisyan Union soviétique     | Uwe Neupert Allemagne de l'Est         | Aleksander Cichoń Pologne          |
| Lourd Moins de 100 kg       | Illya Mate Union soviétique            | Slavcho Chervenkov Bulgarie            | Július Strnisko Tchécoslovaquie    |
| Super-lourd Plus de 100 kg  | Soslan Andiyev Union soviétique        | József Balla Hongrie                   | Adam Sandurski Pologne             |

### Lutte gréco-romaine hommes
| Catégorie                   | Or                                     | Argent                          | Bronze                            |
| Super-mouche Moins de 48 kg | Zhaqsylyq Üshkempirov Union soviétique | Constantin Alexandru Roumanie   | Ferenc Seres Hongrie              |
| Mouche Moins de 52 kg       | Vakhtang Blagidze Union soviétique     | Lajos Rácz Hongrie              | Mladen Mladenov Bulgarie          |
| Coq Moins de 57 kg          | Shamil Serikov Union soviétique        | Józef Lipień Pologne            | Benni Ljungbeck Suède             |
| Plume Moins de 62 kg        | Stélios Miyiákis Grèce                 | István Tóth Hongrie             | Boris Kramarenko Union soviétique |
| Léger Moins de 68 kg        | Ştefan Rusu Roumanie                   | Andrzej Supron Pologne          | Lars-Erik Skiöld Suède            |
| Welter Moins de 74 kg       | Ferenc Kocsis Hongrie                  | Anatoliy Bykov Union soviétique | Mikko Huhtala Finlande            |
| Moyen Moins de 82 kg        | Gennadiy Korban Union soviétique       | Jan Dołgowicz Pologne           | Pavel Pavlov Bulgarie             |
| Mi-lourd Moins de 90 kg     | Norbert Növényi Hongrie                | Igor Kanygin Union soviétique   | Petre Dicu Roumanie               |
| Lourd Moins de 100 kg       | Georgi Raykov Bulgarie                 | Roman Bierła Pologne            | Vasile Andrei Roumanie            |
| Super-lourd Plus de 100 kg  | Oleksandr Kolchynskyy Union soviétique | Aleksandar Tomov Bulgarie       | Hassan Bechara Liban              |